# Сельское поселение «Село Жерелево»
Сельское поселение «Село Жерелево» — муниципальное образование в составе Куйбышевского района Калужской области России.
Центр — село Жерелево.

## Население
| 2010  | 2012  | 2013  | 2014  | 2015  | 2016  | 2017  |
| ----- | ----- | ----- | ----- | ----- | ----- | ----- |
| 1220  | ↘1180 | ↘1155 | ↘1105 | ↘1067 | ↘1056 | ↗1062 |
| 2018  | 2019  | 2020  | 2021  |       |       |       |
| ↘1053 | ↘1036 | ↘1015 | ↘803  |       |       |       |

## Состав
В поселение входят 47 населённых мест:
- село Жерелево
- деревня Барсуки
- деревня Беларус
- деревня Бель
- деревня Быково
- деревня Варнаки
- деревня Гарь
- деревня Глиновка
- деревня Дегонка
- деревня Доброселье
- деревня Дубровки
- деревня Дяглево
- деревня Желны
- деревня Участок Желны
- деревня Заболовка
- деревня Ивановка
- деревня Ильяковка
- деревня Казимировка
- деревня Каширино
- деревня Козловка
- деревня Кузьминичи
- деревня Лазинки
- деревня Лосево
- деревня Май
- поселок Никольский
- деревня Новодяглево
- деревня Новоникольское
- деревня Новоутешково
- деревня Осовка
- деревня Пановка
- село Петровское
- деревня Петроселье
- деревня Погуляй
- деревня Починок
- деревня Проходы
- деревня Селилово
- деревня Скоробовка
- деревня Старое Заборье
- деревня Страмиловка
- посёлок Субаровка
- деревня Суборовка
- село Троицкое
- деревня Трошковичи
- деревня Трусов Угол
- деревня Уйлово
- деревня Усохи
- деревня Утешково
- деревня Черехля